# Gloria in excelsis Deo

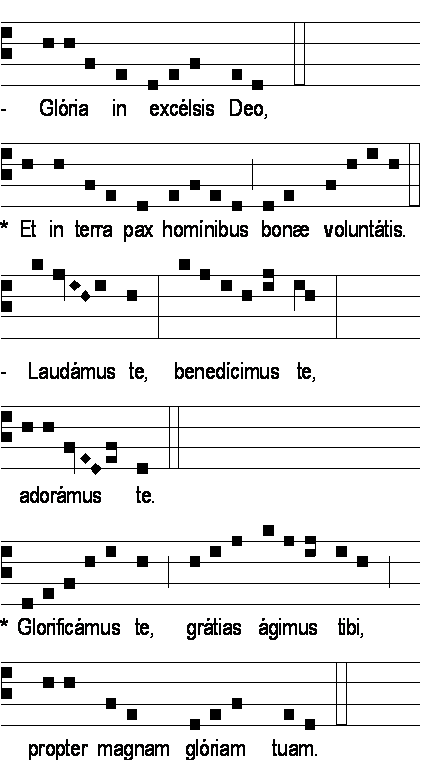
En av de versioner av Gloria som används i katolsk mässa på latin, nr V

Gloria in excelsis Deo är en vanlig benämning på den "stora doxologin". Denna lovsång är en del av mässordinariet i Romersk-katolska kyrkan. Benämningen kommer av lovsångens inledande ord, vilka betyder "Ära vare Gud i höjden". Namnet förkortas ofta till Gloria in Excelsis eller bara Gloria.
Lovsången inleds med änglasången (Lukasevangeliet 2:14). Därefter kommer "Laudamus" ("Vi lovar dig, vi välsignar dig …"). Denna fortsättning lovprisar både Gud Fader och Jesus Kristus, i en fri utformning.
Den stora doxologin ingår i Svenska Psalmboken som nummer 697.
Den latinska översättningen tillskrivs traditionellt Sankt Hilarius av Poitiers (utförd omkring 360 baserad på en lovsång som han noterat i Grekland).

## Text

### Latin
Gloria in excelsis Deo

et in terra pax hominibus bonae voluntatis. 

Laudamus te, benedicimus te, 

adoramus te, glorificamus te, 

gratias agimus tibi 

propter magnam gloriam tuam. 

Domine Deus, Rex caelestis 

Deus Pater omnipotens, 

Domine Fili unigenite, 

Iesu Christe, 

Domine Deus, Agnus Dei, 

Filius Patris, 

qui tollis peccata mundi, 

miserere nobis; 

qui tollis peccata mundi, 

suscipe deprecationem nostram. 

Qui sedes ad dexteram Patris, 

miserere nobis. 

Quoniam tu solus Sanctus, 

tu solus Dominus, 

tu solus Altissimus, 

Iesu Christe, 

cum Sancto Spiritu: 

in gloria Dei Patris. 

Amen.

### Svenska
Ära vare Gud i höjden 

och frid på jorden

åt människor av god vilja. 

Vi lovar dig, 

vi välsignar dig, 

vi tillber dig, 

vi prisar och ärar dig, 

vi tackar dig för din stora härlighet. 

Herre Gud, himmelske konung, 

Gud Fader allsmäktig. 

Herre, Guds enfödde Son, Jesus Kristus. 

Herre Gud, Guds lamm, Faderns Son. 

Du som borttager världens synder, 

förbarma dig över oss. 

Du som borttager världens synder, 

tag emot vår bön. 

Du som sitter på Faderns högra sida, 

förbarma dig över oss. 

Ty du allena är helig, 

du allena Herre, 

du allena den högste, Jesus Kristus, 

med den helige Ande, i Guds Faderns härlighet. 

Amen.

## Källhänvisningar
1. 1 2 3   Gloria i Nationalencyklopedins nätupplaga. Läst 15 mars 2015.